# Conférence environnementale sur le développement durable des 14 et 15 septembre 2012
La « Conférence environnementale sur le développement durable » (des 14 et 15 septembre 2012) est une conférence préparée et organisée par l'État français autour de deux thèmes environnementaux jugés stratégiques ; avec pour objectif d'écrire une "« feuille de route » pour la transition écologique" (« transition vers un nouveau modèle de développement durable ») listant les objectifs et chantiers prioritaires, et précisant  les méthodes et le calendrier d'action gouvernementale en matière d'environnement et de développement soutenable.
Les deux grandes priorités de cette conférence étaient 
- la transition énergétique (« fondée sur la sobriété et l’efficacité, ainsi que sur le développement des énergies renouvelables, et plus globalement dans la transition écologique. »[1])
- la préservation et la restauration de la biodiversité.

## Contenu
La conférence s'est appuyé sur une démarche de concertation portant sur 
- la fiscalité écologique ;
- la santé environnementale ;
- la gouvernance écologique.

Il s'agissait aussi :
- de préparer une « Agence nationale de la biodiversité » (qui pourrait être une agence de financement un peu comme l'est l'ADEME) ;
- de préparer une loi-cadre sur la biodiversité (pour 2013) ;
- de poursuivre la décentralisation ;
- de préparer la réhabilitation énergétique d'un grand nombre de logements (objectif : 1 million de logements / an (pour moitié dans l'ancien).

## Objectifs
Pour chaque thème, il s'agissait de fixer les objectifs et un calendrier/agenda pour les atteindre", ainsi que des indicateurs permettant l'évaluation environnementale des progrès réalisés et les « modalités d'un dialogue décentralisé ».

## Gouvernance
Le mode « grenellien » a été repris ; associant aux côtés de 14 ministres, des parlementaires, des représentants de l’État, des représentants d'ONG (organisations non gouvernementales, de syndicats de salariés et d'employeurs, des représentants des collectivités locales. 

Le Président de la République a inauguré la conférence, et le Premier ministre l'a clôturée. 
Cinq tables rondes (toutes animées par des ministres et un facilitateur), ont débattu (deux demi-journées) sur les thèmes suivants :
1. « Préparer le débat national sur la transition énergétique » ; avec Delphine Batho et Arnaud Montebourg et Laurence Tubiana (facilitatrice) ;
2. « Faire de la France un pays exemplaire en matière de reconquête de la biodiversité » ; avec Cécile Duflot, Stéphane Le Foll et Victorin Lurel, et Gilles Bœuf comme facilitateur ;
3. « Prévenir les risques sanitaires environnementaux »  ; avec  Marisol Touraine, Geneviève Fioraso et Guillaume Garot, et Agnès Buzyn comme facilitatrice ;
4. « Financement de la transition et fiscalité écologique » ;  avec Jérôme Cahuzac, Pascal Canfin et Fleur Pellerin, et Thierry Wahl comme facilitateur ;
5. « Améliorer la gouvernance environnementale » ; avec Michel Sapin, Marylise Lebranchu et Frédéric Cuvillier, et Daniel Lebègue comme facilitateur

## Décisions

### Concernant la biodiversité
1. L'État créera une « agence nationale de la biodiversité » dont les missions et modes de travail seront précisés, en concertation, lors de la préparation de la loi, avec l'aide d'un « préfigurateur » (nommé avant fin octobre 2012) ;

1. L'accès aux ressources génétiques et le partage des avantages issus de leur utilisation seront inscrit dans la loi (en vue de la ratification du Protocole de Nagoya) ;
2. L'observatoire du foncier agricole verra ses missions élargies (fonciers naturel, foncier forestier) pour  notamment lutter contre l'artificialisation des sols  ;
3. Les ressources halieutiques seront mieux protégées, localement ;
4. Un « comité national de la biodiversité »  rassemblera tous les comités de concertation intervenant dans ce domaine ;
5. De nouveaux outils qui pourront être intégrés dans la future « loi biodiversité », avec pour cela l'organisation de débats locaux au niveau régional ;
6. Un groupe de concertation commun définira les nouveaux outils et mesures à mettre en œuvre en matière d'aménagement du territoire et de préservation de la biodiversité, pour une meilleure coordination et cohérence des lois « logement, urbanisme et ville » et « biodiversité » ;
7. Le cadrage de la Trame Verte et Bleue sera publié avant fin 2012, et le 1er programme d'actions de la Stratégie nationale de création d'aires protégées le sera finalisé avant mi-2013. Le rétablissement des continuités écologiques, avec les hiérarchisations retenues dans les schémas régionaux de cohérence écologique (SRCE), seront mis en œuvre avec l'État ;
8. Les « portraits de la biodiversité communale » seront mis à la disposition des collectivités ; sous forme de « prototypes » fin 2012, puis complétés en 2013). Une cartographie des habitats terrestres et marins sera finalisée avant 2017. Les Atlas de la biodiversité communale seront soutenus ;
9. Un « plan abeilles » est prévu avant 2013 et un « plan pollinisateurs sauvages » avant fin 2013. Les pollinisateurs seront également mieux protégés sur tous les terrains délaissés ;
10. Le Parc Marin de « Picardie/Côte d'opale » sera mis en place. Le Parc Naturel Régional du Marais poitevin pourrait être rétabli (il avait été déclassé) ;
11. La France continue à soutenir l'IPBES (ou Intergovernmental Science-Policy Platform on Biodiversity and Ecosystem Services), avec la Fondation pour la recherche sur la biodiversité (FRB), en favorisant le développement de la recherche sur la biodiversité (avec l'aide de l'Agence nationale de la recherche (programme 2014-2016).
12. la biodiversité ultra-marine fera l'objet d'un effort spécial ;
13. L'« artificialisation nette » des espaces agricoles et naturels sera freinée, et la ville dense et plus sobre en énergie encouragée, notamment via le projet de loi sur le logement, l'urbanisme et la ville (2013) ;
14. Le Conservatoire du Littoral est encouragé à poursuivre l’objectif du « tiers sauvage », mais tout en renforçant l'accès du public au littoral (sentiers littoraux, dont en outre-mer) ;
15. « Un verdissement ambitieux du premier pilier de la politique agricole commune, au service de la biodiversité et de l’environnement (préservation des prairies permanentes, présence d'infrastructures et de surfaces d'intérêt écologique, diversité des assolements), ainsi qu’une mise en œuvre ambitieuse des mesures du deuxième pilier de nature à encourager de nouveaux modèles de production » sera soutenu par la France ;
16. Le plan « agriculture biologique » 2007-2012 n'a pas atteint ses objectifs (évaluation en cours[3]) et sera prolongé mi-2013, en lien avec les régions pour « doubler d’ici fin 2017 par rapport à fin 2012 le pourcentage de surface agricole utile en agriculture biologique » ;
17. La France demandera une pause dans le soutien aux biocarburants de première génération, et un soutien aux biocarburants de seconde génération ;
18. Le Plan Ecophyto 2018 sera évaluée avant 2013, en vue d'un renforcement et d'un meilleur suivi des AMM (autorisations de mise sur le marché) ; 
Protéger les bassins d'alimentation de captages sera une priorité. Une réflexion visant à protéger les riverains des « dérives » de traitements phytosanitaires sera menée, et l'alimentation fera l'objet d'un cadre pluriannuel de partenariat avec les ONG
19. Le moratoire sur la mise en culture de semences OGM autorisées au niveau communautaire devrait se prolonger ;
20. L'épandage aérien de pesticides phytosanitaires sera ré-interdit en France, et un bilan des épandages dérogatoires sera fait avant 2013. L'arrêté du 31 mars 2011 permettant ces dérogations sera révisé.
21. Un bilan de la politique de l'eau 2006 - 2012 et des applications de la directive cadre sur l’eau sera fait (avant mars 2013), avec un volet sur les usages agricoles de l'eau (avant fin 2012). Le budget des agences de l'eau sera augmenté (passant de 12,4 à 13,3 milliards d'euros pour la période 2013-2018 (10e programme) afin d'améliorer l'état des masses d(eau comme le demande la Directive.